# Anxovada
L'anxovada és una recepta típica de Cotlliure, poble portuari de la Catalunya Nord. És molt sovint confosa amb l'anxoiada, recepta occitana de la costa mediterrània de certa semblança, i per tant, hi ha una confusió pel que fa als ingredients. L'anxoiada no conté tomata. L'anxovada catalana és un picolat d'anxova (a la sal), all, oli, pebre i tomàquet (també s'hi poden afegir pinyons i pa torrat).